# Hana Kučerová-Záveská
Hana Kučerová-Záveská (* 21. März 1904 in Prag; † 7. November 1944 in Stockholm) war eine tschechoslowakische Architektin und Designerin. Sie realisierte Anfang der 1930er Jahre architektonische Entwürfe in der Werkbundsiedlung Baba in Prag. Für private und öffentliche Auftraggeber entwarf sie zahlreiche funktionale Möbel. Trotz ihres frühen Todes war Hana Kučerová-Záveská eine der wichtigsten Vertreterinnen der Moderne und des Funktionalismus in der Tschechoslowakei.

## Leben und Werk

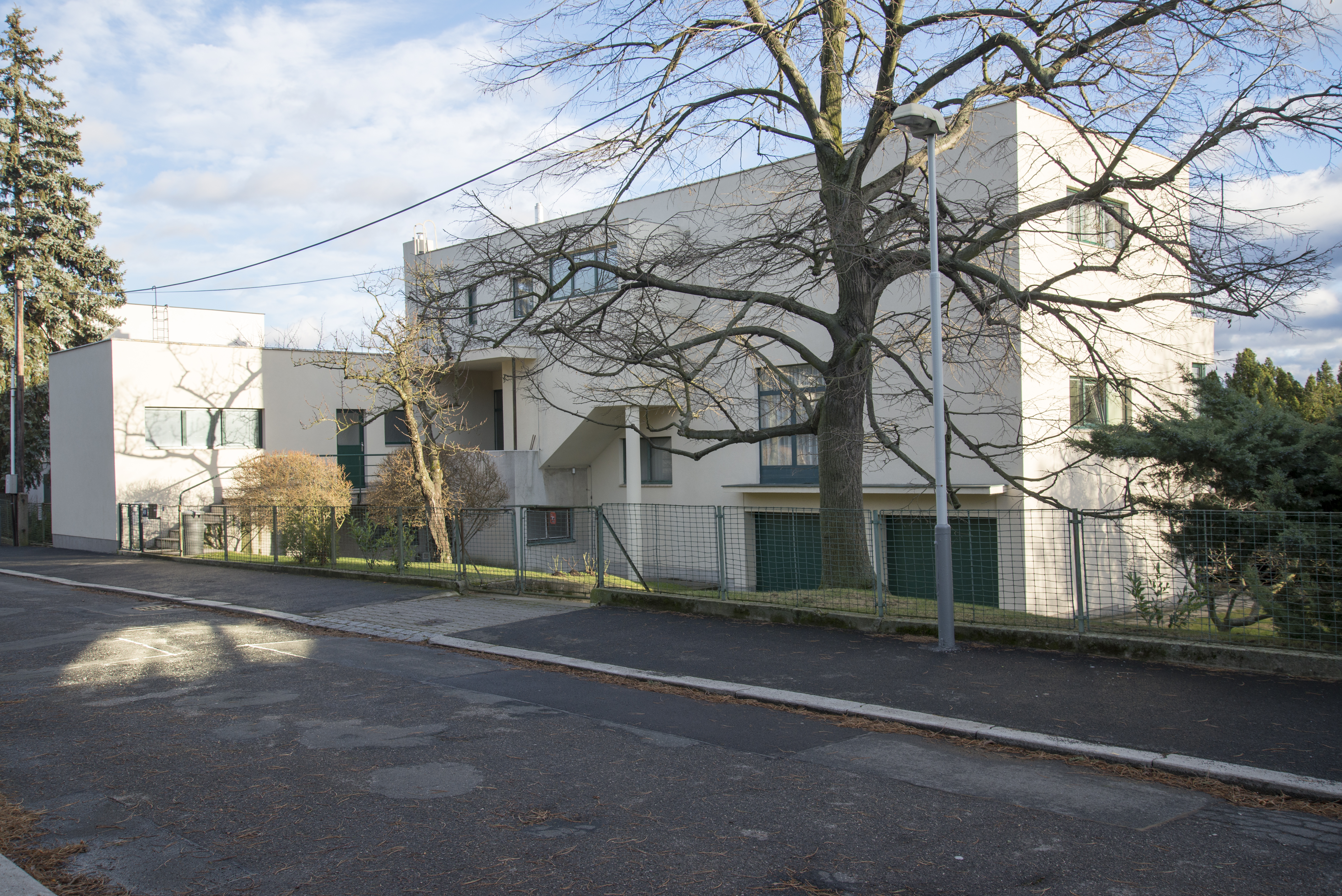
Villa Suk, Werkbundsiedlung Baba (erbaut 1932)

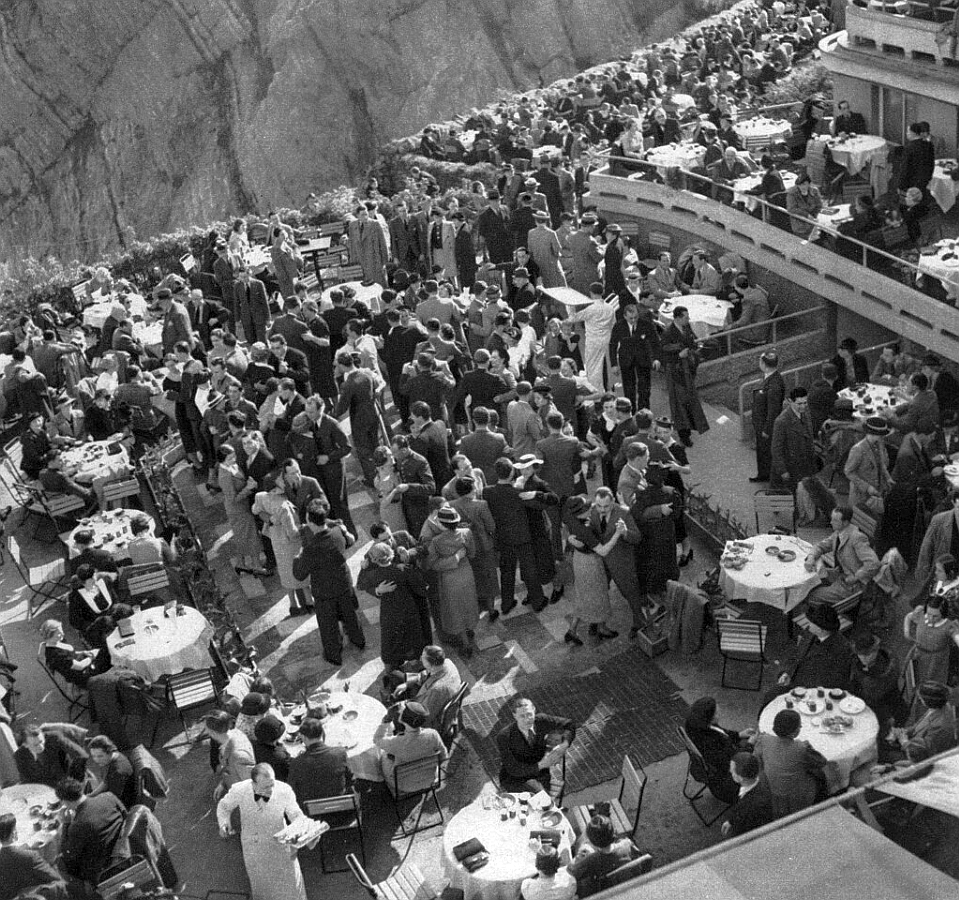
Bestuhlung der Ausflugsgaststätte Barrandov-Terrassen mit Stahlrohrmöbeln

Hana Záveská wurde am 21. März 1904 als zweite Tochter das Bankangestellten Maxmilián Záveský und seiner Frau Olga, geb. Wellner in Prag geboren. Nach Abschluss der schulischen Ausbildung begann sie 1922 ein Studium an der Akademie für Kunst, Architektur und Design in Prag. Zu ihren Lehrern zählten der Architekt und Glaskünstler Karel Štipl und der Bildhauer Josef Mařatka. 1924 wechselte sie in die Architekturklasse, die von Pavel Janák geleitet wurde. Während des Studiums entwarf sie für das Haus ihrer Schwester Olga das Mobiliar, das wesentlich vom puristischen und funktionalen Konzept des Bauhauses beeinflusst war.
Nach ihrem Studienabschluss im Jahr 1927 arbeitete sie als zunächst als Innenarchitektin und Designerin in Prag. Hana Záveská war seit 1928 Mitglied des tschechoslowakischen Werkbundes (Svazu československého díla), für den sie eine Musterwohnung gestaltete und mit eigenen Möbelentwürfen ausstattete. Sie beteiligte sich erfolgreich an verschiedenen Ausstellungen, u. a. bei der Ausstellung zeitgenössischer Kultur und der Ausstellung der modernen Frau in Brno sowie bei der Ausstellung Der gedeckte Tisch in Prag.
Der Erfolg auf den Ausstellungen verschaffte ihr den Kontakt zu renommierten Möbelherstellern, wie der Artěl-Genossenschaft, Robert Slezák und der Möbelfirma Vereinigte Kunstgewerbe AG  (UP-Werke, Brno), die ihre Möbel in Klein- und Großserien herstellten.
1928 heiratete sie den Anwalt Vladimír Kučera.
Im Jahr 1929 erhielt sie den Auftrag, für die Prager Ausflugsgaststätte Barrandov-Terrassen Stahlrohrmöbel für den Außenbereich zu entwerfen. Die Entwürfe für die Stahlrohr-Klappstühle und Tische waren derart erfolgreich, dass sich die Möbelfabrik Hynek Gottwald entschloss, diese Modelle viele Jahre hinweg zu produzieren. Darüber hinaus publizierte sie in zahlreichen Kunst- und Designzeitschriften, wie Eva, Pestrý týden und Výtvarné snahy.
Zu Beginn der 1930er Jahre wurde sie von Pavel Janák als einzige Architektin eingeladen, einen Beitrag für die Werkbundsiedlung Baba in Prag zu gestalten. Für den Komponisten und Dichter Karel Balling entwarf sie eine moderne funktionalistische Villa (Na Babě 5). Einige Gebäude der Siedlung stattete sie mit schlichtem, funktionalem und hochwertigem Mobiliar aus. Sie entwarf unter anderem wandelbare Einbau- und Küchenmöbel. In der für Antonie und Václav Suk realisierten puristische Villa Na ostrohu 49 verwirklichte sie das architektonische Konstruktionskonzept von Le Corbusier.
Im März 1937 wurde ihr Mann als tschechoslowakischer Botschafter nach Schweden berufen. Hana Kučerová-Záveská zog mit ihrer Familie nach Stockholm. Hier arbeitete sie mit der schwedischen Architektin Ingeborg Wærn Bugge zusammen. Die beiden Architektinnen führten seit 1939 ein gemeinsames Büro.
Hana Kučerová-Záveská starb nach kurzer Krankheit im Alter von 40 Jahren am 7. November 1944 in Stockholm.

## Werke (Auswahl)

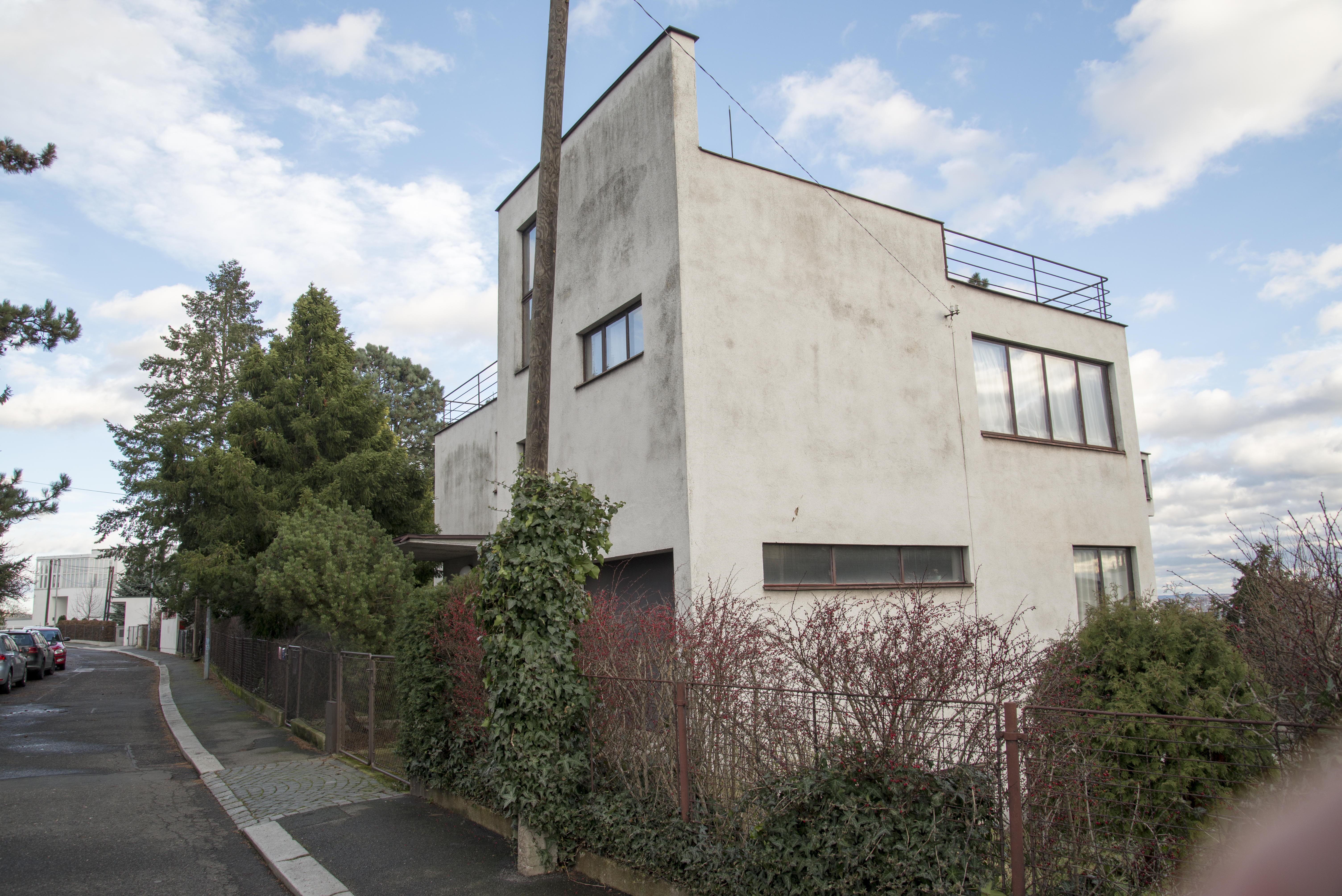
Villa Balling, Werkbundsiedlung Baba (erbaut 1932)

- Entwurf für das Grabmal von Anna Havličková, Prag, (1924)
- Villa Balling, Werkbundsiedlung Baba, (1932)
- Villa Suk, Werkbundsiedlung Baba, (1932)
- Innendesign des Hauses von Maximilian Záveský, Dobřichovice (1934)
- Möbelserie für das Terrassenrestaurant Barrandov, realisiert von der Möbelfabrik Hynek Gottwald, Usti nad Orlici (1929)
- Freischwinger für die Möbelfabrik Hynek Gottwald, (1930)
- Möbelentwürfe für die Firma Lojda in Prag-Libeň